# سه‌گانه جنگ ستارگان
سه‌گانه جنگ ستارگان (به انگلیسی: Star Wars Trilogy) که اغلب به صورت سه‌گانه اصلی یا سه گانه کلاسیک شناخته می‌شود، اولین مجموعه از سه فیلم تولید شده در حق امتیاز جنگ ستارگان، یک اپرای فضایی آمریکایی که توسط جورج لوکاس ساخته شده است. این مجموعه توسط لوکاس فیلم تولید شده و توسط فاکس قرن بیستم توزیع شده است.
این سه گانه شامل جنگ ستارگان (۱۹۷۷)، امپراتوری ضربه می‌زند (۱۹۸۰) و بازگشت جدای (۱۹۸۳) است.

## فیلم‌ها

### جنگ ستارگان
دو ربات به دنبال اوبی وان کنوبی می‌گردند در این راه لوک اسکای واکر جوان برای کمک به آن‌ها سیاره محل سکونت خود را همراه با اوبی وان و هان سولو ترک می‌کند، تا برای نجات پرنسس لیا و کهکشان به سایر شورشیان بپیوندد .
فیلم با حملهٔ ناوگان امپراطوری به یک کشتی سیاسی متعلق به جمهوری آلدران آغاز می‌شود و با ماجرای لوک اسکای‌واکر و ابی وان کنوبی از تاتویین تا یاوین ۴ به پایان می‌رسد.
لوک نزد عمویش بزرگ می‌شود، و از خانواده‌اش اطلاعات چندانی ندارد؛ تا اینکه یک روز، عمویش دو دروید برای کار در مزرعه می‌خرد. درویدها همان سی تری پی او و آر تو دی تو هستند که از سفینه لیا اورگانا که توسط دارت ویدر مورد بازرسی قرار گرفته، فرار کرده‌اند.
آر تو دی تو حامل پیامی برای اوبی وان کنوبی است که در اکنون سیاره تاتویین زندگی می‌کند. اوبی‌وان سال‌هاست که نام اصلی‌اش را بازگو نکرده و مانند راهبی گوشه نشین در دل بیابان زندگی می‌کند. همه او را به نام بنِ پیر می‌شناسند. لوک موفق می‌شود، پیام ضبط شده در آر تو دی تو را که به صورت هولوگرام است، مشاهده کند.
پیام را خود پرنسس اورگانا ضبط کرده‌است. لوک با مشاهده همان پیام نسبت به ماجرا کنجکاو می‌شود. پیام خطاب به اوبی وان کنوبی است، و لوک که کسی را به این نام نمی‌شناسد، احتمال می‌دهد منظور همان بن پیر باشد. آر تو دی تو از دست لوک فرار می‌کند تا پیام را به اوبی وان برساند. لوک برای پیدا کردن دروید، به برهوت جاندلند میرود که سکونتگاه موجودات بدوی یا آدم شنی هاست. او توسط آدم شنی‌ها مورد حمله قرار می‌گیرد ولی بن پیر او را نجات می‌دهد. آنجاست که لوک با خبر می‌شود، پدرش یک شوالیه جدای و شاگرد اوبی وان بوده‌است.
اوبی‌وان به او می‌گوید پدرش در جدال با شخصی با نام دارت ویدر کشته شده، و شمشیر پدرش را به او نشان می‌دهد. لوک تصمیم می‌گیرد به انقلابیون بپیوندد، و هر طور شده پرنسس لیا را پیدا کند. اوبی‌وان به لوک که آخرین امید جدای‌ها و امپراطوری به حساب می‌آید، تعلیم می‌دهد و او را با مفاهیم فراموش شدهٔ آیین جدای آشنا می‌سازد.

### امپراتوری ضربه می‌زند
شورشیان در سیاره یخ زده هاث هستند و امپراتوری نیروهای خود را برای نابود کردن آن‌ها به آن سیاره میفرست، لوک اسکای واکر طبق پیشنهاد نیرو شبح (شبح منشأ گرفته از نیرو) اوبی وان کنوبی برای تعلیم فنون نیرو و راه و رسم جدای‌ها نزد استاد یودا رفته و از طرفی  پرنسس لیا و هان سولو همراه با سایر نیروهای شورشی‌ها درگیر مبارزه با لرد وِیدر هستند و به ناچار به شهر ابری پناه می‌برند، لوک در میانه‌های دوره آموزش استاد یودا را ترک می‌کند تا به دوستانش کمک کند اما در بین راه با حقیقت تکان دهنده‌ای رو به رو می‌شود که پدرش همان دارث ویدر است ولی با رد کردن درخواست پدرش آنجا را با دستی قطع شده ترک می‌کند.

### بازگشت جدای
داستان فیلم، یک سال پس از وقایع زمانی امپراتوری ضربه می‌زند، اتفاق می‌افتد. لوک اسکای‌واکر به همراه اعضای ائتلاف شورشیان به سیاره تاتوئین می‌رود تا دوستش هان سولو را از چنگ جابای هات نجات دهد. در همین اثنا، امپراتوری کهکشان، تصمیم می‌گیرد تا با یک ستاره مرگ نیرومندتر، نیروهای انقلابی را در هم بشکند. ناوگان انقلابیون نیز در حال تدارک دیدن یک حمله تمام عیار به این ایستگاه فضایی جدید است.
پس از رهایی سولو و شکست جابا در تاتوئین، لوک اسکای‌واکر به سیاره داگوبا می‌رود تا تعلیماتش را نزد استاد بزرگ جدای، یودا که آنجا در گوشه انزوا به سرمیرود، به اتمام رساند، ولی یودا را در بستر مرگ و گذران آخرین لحظه‌های زندگی می‌یابد. یودا در پاسخ به تقاضای لوک، به او می‌گوید که هیچ تعالیم دیگری نمانده‌است جز روبرو شدن او با پدرش دارت ویدر خبیث. یودا همچنین آخرین کلماتش را به سختی برای لوک بازگو کرده و می‌گوید که اسکای واکر دیگری هم غیر از او وجود دارد. پس از مرگ یودا، لوک با شبح اوبی وان کنوبی مواجه می‌شود و اوبی وان در جواب سؤال لوک که چرا پدرش دارت ویدر را به جای قاتل پدرش به او معرفی کرده، می‌گوید که ویدر روزگاری نامش آناکین اسکای‌واکر بوده‌است اما تحت تأثیر جنبه اهریمنی یا تاریک نیرو، دگرگون شده و از دیدگاه او، انسان خوب درونش را نابود کرده و به موجود شیطان صفتی بدل گشته‌است. اوبی وان به لوک می‌گوید که هدفش از بازگویی پیشین ماجرا برای او، این بوده تا لوک از روبروشدن و نبرد با پدرش ترسی به دل راه ندهد. اوبی وان همچنین، به فاش کردن راز واپسین کلمات یودا می‌پردازد و به لوک می‌گوید که پرنسس لیا خواهر واقعی اوست و آن‌ها به خاطر محافظت از شر امپراتور در بدو تولد از هم جدا شده‌اند.
لوک به سفارش اوبی‌وان کنوبی، در بحبوحه جدال نیروهای امپراتوری با انقلابیون، پیش پدرش می‌رود و با این عنوان که نمی‌تواند او را بکشد و هنوز خوبی را در او احساس می‌کند؛ شمشیر نوری خود را به نشانه تسلیم به ویدر واگذار می‌نماید. ویدر، لوک را تحویل امپراتور خبیث می‌دهد. امپراتور از لوک می‌خواهد تا به آن‌ها پیوسته و تسلیم خشمش شود. اما لوک سرباز زده و جدالی بین او و پدرش درمی‌گیرد. لوک در نبرد شمشیر زنی پیروز شده و با وجود تحریک امپراتور از کشتن پدرش منصرف می‌شود و شمشیر نورانیش را به کناری می‌افکند. امپراتور از فرط خشم از نیروی صاعقه استفاده می‌کند تا جان لوک را بگیرد ولی دارت ویدر، که اکنون از جنبه تاریک نجات یافته، متأثر از دیدن این صحنه، امپراتور را با دستانش بلند کرده و به درون محور استوانه‌ای رآکتور پرت می‌کند. جراحت‌های کشنده‌ای که بر اثر نیروی صاعقه امپراتور در ویدر به وجود می‌آید، باعث از کار افتادن سیستم حیاتی و کشته شدن او می‌شود.
همزمان تیم حمله انقلابیون، با از کار انداختن ژنراتور سپر محافظ مغناطیسی ستاره مرگ و هدف قرار دادن رآکتور اصلی، آن را نابود می‌کنند اما لحظاتی قبل از انفجار، لوک به همراه جسد و زره پدرش موفق به ترک آنجا می‌شود.
در سیاره اِندور جایی که لیا، سولو و سایر دوستانش اکنون در آن به سر می‌برند، لوک به آن‌ها ملحق شده و به پیروی از آیین جدای‌ها جسد پدرش را در تلی از هیزم می‌سوزاند. در پایان در سراسر کهکشان، جشنی برای بزرگداشت نابودی امپراتوری و پیروزی انقلابیون برگزار می‌شود.